# John Fletcher (Dramatiker)

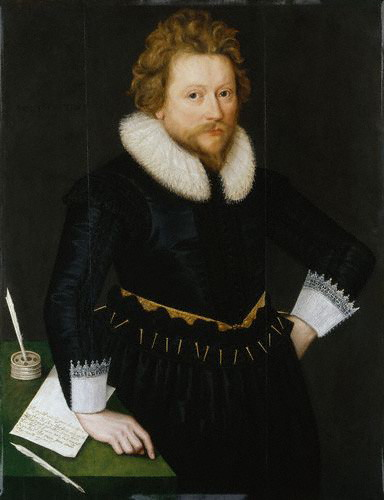
John Fletcher

John Fletcher (* Dezember 1579 in Rye, Sussex, England; † August 1625) war ein englischer Dramatiker, der viele seiner Stücke in Zusammenarbeit mit Francis Beaumont schrieb. In der Nachfolge Shakespeares gehörte er zu den produktivsten und einflussreichsten Dramatikern seiner Zeit. Vor allem seine dramaturgisch spannungsvollen und auf vielfältige Wirkung hin konzipierten Tragödien und Tragikomödien mit klar entworfenen Charakteren trafen den zeitgenössischen Publikumsgeschmack und erwiesen sich als überaus erfolgreich. Obwohl sein Bekanntheitsgrad seitdem sehr nachgelassen hat, bleibt Fletcher eine wichtige Figur des Übergangs zwischen dem volksnahen Theater elisabethanischer Tradition und der beliebten Restaurationskomödie.

## Leben und Wirken
Fletcher wurde im Dezember 1579 in Rye, Sussex, England, als Sohn des Geistlichen Richard Fletcher geboren. Ähnlich wie sein Freund Francis Beaumont, mit dem er schließlich als Dramatiker eng zusammenarbeiteten sollte, entstammte Fletcher einer vornehmen Familie. Sein Vater wurde später Bischof von Bristol, Worcester und London, Präsident des Corpus Christi College der Universität Cambridge und Hofkaplan von Elisabeth I., bis er letztlich in Ungnade verfiel und 1596 verarmt starb. Das genaue Geburtsdatum Fletchers ist nicht überliefert, aber seine Taufe fand am 20. Dezember statt. Mit 11 Jahren besuchte er das Corpus Christi College in Cambridge. Ob er dort auch einen Abschluss erhielt, ist nicht mehr feststellbar. Auch über den Zeitraum in Fletchers Leben zwischen dem Tode seines Vaters 1596 und seinem Auftreten als Verfasser maßgeblicher epidiktischer Kommentare zu Ben Jonson‘ Komödie Volpone 1607 ist nicht Näheres bekannt.
Möglicherweise aus Geldnot wandte sich Fletcher, dessen beiden älteren Cousins Phineas und Giles Fletcher ebenfalls als Dichter und Schriftsteller tätig waren, dem elisabethanischen Theaterwesen zu und wurde zu einem der produktiveren Bühnenauthoren seiner Zeit. So war John Fletcher neben William Shakespeare und Ben Jonson sicherlich der bekannteste und vielseitigste Dramatiker seiner Zeit. Unter dem Einfluss von Jonson verfasste er diverse Dramen und Stücke für die damaligen Kinderspieltruppen und wurde der wesentliche Stückeschreiber für die Theatertruppe der King’s Men, der berühmtesten Schauspieltruppe der Zeit, jedoch nicht wie William Shakespeare deren geschäftlicher Teilhaber. Nach Beaumonts Rückzug vom Theater verfasste Fletcher in der Nachfolge Shakespeares ab 1613 als Hausautor vermutlich alle weiteren Stücke für die King’s Men.
Seine Begabung lag vor allem auf dem Gebiet der Tragikomödie und der Gesellschaftskomödie (comedy of manners), die während der Regierungszeit Karls I. in England sehr beliebt waren.
Über sein gesamtes Leben weiß man nur wenig. Zwischen 1609 und 1625 schrieb er vermutlich 42 Stücke, 21 davon in Zusammenarbeit mit Francis Beaumont, Nathan Field, William Shakespeare und anderen. Nur neun seiner Dramen wurden zu seinen Lebzeiten gedruckt, da zu der Zeit die von den Schauspieltruppen bezahlten Bühnenautoren ihre Werke nicht ohne deren Einwilligung in Schriftform verbreiten durften.
Das zwischen 1608 und 1610 unter dem Einfluss von Battista Guarinis Tragikomödie Il pastor fido entstandene Schäferspiel The Faithful Shepherdess wurde vom zeitgenössischen Publikum zunächst abgelehnt, von anderen Dramatikern wie Jonson, George Chapman oder Beaumont jedoch enthusiastisch aufgenommen. Ein erster Quarto-Druck erschien im Winter 1609/1610. Dieser Druck enthielt neben epidiktischen Lobgedichten von Jonson, Chapman, Beaumont und Nathan Field in Fletchers einleitender Ansprache To the Reader ebenfalls seine verschiedentlich zitierte Definition der Tragikomödie.
Aus heutiger Sicht zählt das Stück zu den gelungensten englischen Schäferdramen. Es kann zugleich politisch-allegorisch gedeutet werden, indem die Heldin, die keusche Schäferin Chlorin, als Repräsentation von Elisabeth I. gesehen wird. In seinen Komödien thematisierte Fletcher wiederholt den Kampf der Geschlechter; im Jahr 1611 schrieb er das Stück Der gezähmte Zähmer (Originaltitel: The Woman‘s Prize or the Tamer Tamed), eine Parodie auf Shakespeares Der Widerspenstigen Zähmung, das 20 Jahre zuvor entstanden war.

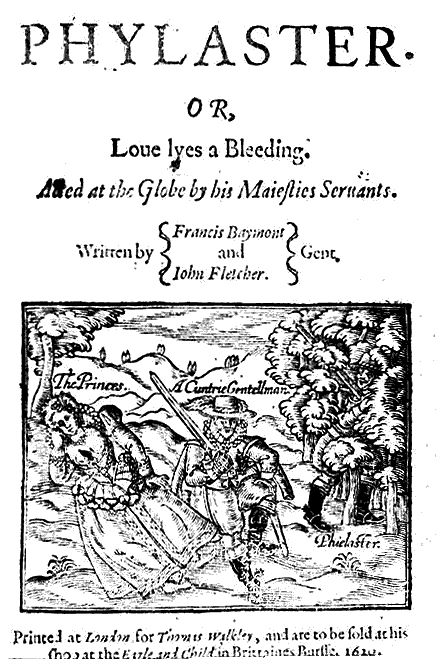
Titelseite der Quarto-Ausgabe von Philaster 1620

Zwischen 1610 und 1614 verfasste Fletcher The Tragedy of Valentinian, das zu den großen Römerdramen der Tudor- und Stuart-Zeit gerechnet werden kann. In diesem Stück wird das letzte Regierungsjahr Valentinians III. (424–455 n. Chr.), die Ermordung des Flavius Aëtius (454 n. Chr.), der Tod Valentinians und die kurze Regierung seines Nachfolgers, des Flavius Petronius Maximus, als klassische Rachetragödie lebendig inszeniert. Die multiperspektivische Auseinandersetzung Fletchers mit der Problematik des Widerstandsrechts gegen die Tyrannenherrschaft Valentinians versucht als Teil des politischen Diskurses der Stuartzeit vor allem die Bedingungen und Grenzen der absoluten Herrschaft auszuloten.
Ab 1613 arbeitete Fletcher häufig mit Philip Massinger zusammen, der nach Fletchers Tod dessen Stellung als erster Dramatiker der King’s Men übernahm.
Bekanntheit erlangten insbesondere die Tragikomödien Fletchers, die in Zusammenarbeit mit Beaumont entstanden und in ihrer Verschmelzung von heroischen und romanzenhaften Teilen bereits den Geschmack vor allem des gehobenen aristokratischen Theaterpublikums entsprachen. Als Bühnenerfolge mit nachhaltiger Wirkung im Theater der Restaurationszeit erwiesen sich jedoch auch Fletchers Gesellschaftskomödien, die durch den Einfluss der satirischen Komödien Jonsons geprägt waren. Fletchers späte Tragikomödien wie etwa Monsieur Thomas (um 1616), The Loyal Subject (um 1618), The Humorous Lieutenant (um 1619) oder The Loyal Princess (um 1620) enthalten zwar keinen sonderlichen Tiefgang, spiegeln mit ihrer gelungenen, durchaus eleganten Verknüpfung von komischen oder farcenhaften mit sentimentalen oder pathetischen Elementen jedoch den aristokratischen Zeitgeschmack und die Kultur der Stuart-Restauration.
1647 erschienen Fletchers und Beaumonts gemeinsame Werke in einer Folio-Ausgabe. Nach Ben Jonsons (1616) und Shakespeares Folio (1623) war dies erst die dritte Folio-Edition dramatischer Stücke und spiegelte damit die allgemeine Wertschätzung Fletchers und Beaumonts zur damaligen Zeit.
Im Alter von 46 Jahren wurde John Fletcher im August 1625 Opfer der Pestepidemie in London; wie John Aubrey in Brief Lives berichtet, soll Fletcher für die Anfertigung neuer Bekleidung in der Stadt geblieben sein statt aufs Land zu flüchten. Seine letzte Ruhestätte fand Fletcher am 29. August in der St. Saviour’s Kirche in Southwark.
Fletchers Bühnenwerke gerieten auch nach seinem Tod nicht in Vergessenheit und blieben bis ins 18. Jahrhundert recht beliebt. Obwohl Fletcher dem heutigen Theaterpublikum kaum mehr bekannt ist, werden seine Stücke bisweilen immer noch aufgeführt. Vor allem verschiedene seiner gemeinsam mit Beaumont ebenso wie mit Shakespeare verfassten Stücke stehen auch heute noch auf dem festen Spielplan zahlreicher englischer Bühnen, während die von ihm allein geschriebenen Werke spätestens seit der zweiten Hälfte des 17. Jahrhunderts eher gelesen als gespielt werden.

## Werke
Als alleiniger Autor
- The Faithful Shepherdess
- The Woman‘s Prize or the Tamer Tamed
- Valentinian
- Bonduca
- Monsieur Thomas
- The Mad Lover
- The Chances
- The Loyal Subject
- Women Pleased
- The Humorous Lieutenant
- The Island Princess
- The Pilgrim
- The Wild Goose Chase
- A Wife for a Month
- Rule a Wife and Have a Wife

Zusammen mit Beaumont
- The Woman Hater
- Cupid's Revenge
- The Coxcomb
- Philaster
- The Captain
- The Maid's Tragedy
- A King and No King
- Love's Pilgrimage
- The Scornful Lady
- The Noble Gentleman

Zusammen mit Massinger
- Barnavelt
- The Little French Lawyer
- The False One
- The Double Marriage
- The Custom of the Country
- The Lovers' Progress
- The Spanish Curate
- The Prophetess
- The Sea Voyage
- The Elder Brother
- A Very Woman

Zusammen mit Beaumont & Massinger
- Thierry and Theodoret
- Beggars' Bush
- Love's Cure

Zusammen mit Massinger & Field
- The Honest Man's Fortune
- The Queen of Corinth
- The Knight of Malta

Zusammen mit Field
- Four Plays, or Moral Representations, in One

Zusammen mit Shakespeare (?)
- Henry VIII[14]
- The Two Noble Kinsmen (dt. Die beiden edlen Vettern)

Zusammen mit Shirley
- The Night Walker
- Wit Without Money

Zusammen mit Rowley
- The Maid in the Mill

Zusammen mit Massinger, Chapman & Jonson
- Rollo, Duke of Normandy

Zusammen mit Massinger, Ford & Webster
- The Fair Maid of the Inn

## Werkausgabe
- Dramatic Works in the Beaumont and Fletcher Canon. Hrsg. von Fredson Bowers. 5 Bände. Cambridge University Press, 1966–1982.